# Mauricio Pešutić
Mauricio Santiago Pešutić Pérez, né le 3 mai 1948 à Punta Arenas, est un acteur chilien.

## Filmographie au cinéma
| Films | Films                                      | Films           | Films                 |
| Année | Film                                       | Personnage      | Réalisateur           |
| ----- | ------------------------------------------ | --------------- | --------------------- |
| 1998  | Aventureros del fin del mundo              |                 |                       |
| 2000  | Coronación                                 | Don Ramón       | Silvio Caiozzi        |
| 2002  | El fotografo                               |                 | Sebastián Alarcón     |
| 2006  | Rojo, la pelicula                          | Pedro           | Nicolás Acuña         |
| 2007  | Mirageman                                  | Juan Moli       | Ernesto Díaz Espinoza |
| 2007  | Mansacue                                   | Sergio          |                       |
| 2013  | Tráiganme la cabeza de la mujer metralleta |                 |                       |
| 2013  | Maknum González                            | Maknum González |                       |

## Filmographie à la télévision
| Telenovelas       | Telenovelas                     | Telenovelas                      | Telenovelas |
| Année             | Telenovela                      | Personnage                       | Chaîne      |
| ----------------- | ------------------------------- | -------------------------------- | ----------- |
| 1982              | Alguien por quien vivir         | Javier                           | Canal 13    |
| 1984              | Los títeres                     | Néstor                           | Canal 13    |
| 1985              | El prisionero de la media noche | Gabriel de la Cruz               | Canal 13    |
| 1985              | La trampa                       | Fabián                           | Canal 13    |
| 1986              | Secreto de familia              | Arturo Hozka                     | Canal 13    |
| 1987              | La última cruz                  | Ramiro                           | Canal 13    |
| 1988              | Semidiós                        | Alberto Peralta                  | Canal 13    |
| 1988              | Matilde dedos verdes            | Cristián                         | Canal 13    |
| 1989              | La intrusa                      | Gastón                           | Canal 13    |
| 1990              | ¿Te conté?                      | Jorge                            | Canal 13    |
| 1991              | Villa Napoli                    | Sebastián Flo                    | Canal 13    |
| 1992              | Trampas y caretas               | Vittorio                         | TVN         |
| 1993              | Jaque Mate                      | Rodolfo Moller                   | TVN         |
| 1994              | Rompecorazón                    | Baltazar Plaza                   | TVN         |
| 1995              | Estúpido Cupido                 | Padre Benítez                    | TVN         |
| 1995              | Juegos de fuego                 | Leandro Serrano                  | TVN         |
| 1996              | Sucupira                        | Renato Montenegro                | TVN         |
| 1996              | Loca piel                       | Hernán Cañas                     | TVN         |
| 1997              | Tic tac                         | Ángel Mendizábal / Ángela Smith  | TVN         |
| 1998              | Borrón y cuenta nueva           | Gregorio Urrutia                 | TVN         |
| 1999              | La fiera                        | Rebolledo                        | TVN         |
| 1999              | Aquelarre                       | Prudencio Barraza                | TVN         |
| 2000              | Santo ladrón                    | Tiberio Carpio                   | TVN         |
| 2001              | Amores de Mercado               | Chingao Solis                    | TVN         |
| 2002              | Purasangre                      | Recaredo Valenzuela              | TVN         |
| 2003              | Pecadores                       | Rigoletto Morandé                | TVN         |
| 2004              | Destinos cruzados               | Carloto Esquella                 | TVN         |
| 2005              | Versus                          | Bartolomé Chaparro               | TVN         |
| 2006              | Cómplices                       | Gonzalo Mardones                 | TVN         |
| 2006              | Floribella                      | Antonio Spaguetti                | TVN         |
| 2007              | Corazón de María                | Salvador "Sansón" Ceballos       | TVN         |
| 2007              | Amor por accidente              | Dussan Marinovic                 | TVN         |
| 2008              | Viuda alegre                    | Sandro Zapata                    | TVN         |
| 2009              | ¿Dónde está Elisa?              | Prefecto Néstor Salazar          | TVN         |
| 2010              | Martín Rivas                    | Dámaso Encina                    | TVN         |
| 2011              | El laberinto de Alicia          | Vladimir Navarenko               | TVN         |
| 2011 - 2012       | Su nombre es Joaquín            | Dionisio Silva                   | TVN         |
| 2012              | Pobre rico                      | Juan Carlos Pérez / Gastón Gómez | TVN         |
| 2013              | Socias                          | Ricardo Ossandón                 | TVN         |
| 2014 - 2015       | Pituca sin lucas                | José Antonio Risopatrón          | Mega        |
| 2016              | Pobre gallo                     | Padre Armijo                     | Mega        |
| Séries télévisées |                                 |                                  |             |
| Année             | Série télévisée                 | Personnage                       | Chaîne      |
| 1998              | Mi Abuelo, mi nana y yo         | Alvaro Barros                    | TVN         |